# Capitaines d'avril
Pour plus de détails, voir Fiche technique et Distribution.
Capitaines d'avril (Capitães de Abril) est un film franco-portugais de Maria de Medeiros réalisé en 2000.

## Synopsis
Capitaines d'avril retrace la révolution des Œillets, qui se déroule les 24 et 25 avril 1974 et renverse l'Estado Novo créé par Salazar et poursuivi par Marcelo Caetano. Ce film suit différents protagonistes comme le capitaine Salgueiro Maia (Stefano Accorsi) ou Manuel (Frédéric Pierrot).

## Fiche technique
Sauf indication contraire, les informations mentionnées dans cette section peuvent être confirmées par la base de données cinématographiques Unifrance,  présente dans la section « Liens externes ».
- Titre français : Capitaines d'avril
- Titre original : Capitães de Abril
- Réalisation : Maria de Medeiros
- Scénario : Maria de Medeiros et Ève Deboise
- Musique : António Victorino de Almeida (en)
- Photographie : Michel Abramowicz
- Montage : Jacques Witta
- Décors : Agusti Camps Salat
- Costumes : Sabina Daigeler
- Son : Jérôme Thiault
- Sociétés de production : JBA Production, Société française de production (SFP), Arte France Cinéma, France 2 Cinéma, FMB2 Films
- Pays de production :  France (majoritaire),  Portugal
- Langue originale : portugais
- Format : couleurs - DTS / Dolby Digital
- Genre : drame, historique, guerre
- Durée : 123 minutes
- Dates de sortie :
  - Portugal : 21 avril 2000
  - France : 24 janvier 2001

## Distribution
- Stefano Accorsi : Salgueiro Maia
- Maria de Medeiros : Antonia
- Joaquim de Almeida : Gervasio
- Frédéric Pierrot : Manuel
- Fele Martínez (VF : Damien Ferrette) : Lobao
- Manuel Joao Vieira (VF : Joël Zaffarano) : Fonseca
- Marcantonio Del Carlo : Silva
- Emmanuel Salinger : Botelho
- Rita Durão : Rosa
- Manuel Manquina : Gabriel
- Duarte Guimaraes : Daniel
- Manuel Lobao : Fernandes
- Luís Miguel Cintra : Brigadeiro pais[Quoi ?]
- Joaquim Leitão : Filipe
- Canto e Castro : Salieri
- Rogerio Samora : Rui Gama
- Pedro Hestnes : Emilio
- Marcello Urgeghe : animateur de radio
- Jose Airosa : Paulo Ruivo
- José Boavida : technicien de radio
- Antonio Capelo : Chamarro
- Ruy de Carvalho : António de Spínola
- Ricardo Pais : Marcelo Caetano
- José Eduardo : Virgilio
- Peter Michael : Pedro
- Raquel Mariano : Amelia
- Horacio Santos : Cesario

## Distinctions
Capitaines d'avril a obtenu de multiples récompenses :
- primé sur scénario dans le cadre de l'Aide à la création de la fondation Gan pour le cinéma en 1999
- meilleur film au festival international du film de São Paulo en 2000,
- prix du public au festival d'Arcachon en 2000
- meilleur film et meilleure actrice pour les Globos de Ouro au Portugal en 2001

## Commentaire de la réalisatrice
Maria de Medeiros déclare : « J'ai toujours imaginé la Révolution portugaise comme un film d'aventures. Ayant longuement consulté ses véritables protagonistes, je sais qu'eux-mêmes se sont vus, ce jour-là, un peu comme des héros hollywoodiens. Le cinéma a beaucoup puisé ses sujets dans l'histoire. Les "capitaines d'avril" étant si fortement marqués par la guerre, il m'a paru que c'était le "film de guerre" en tant que genre que je devais explorer, dans une perspective nécessairement différente, puisque féminine[réf. nécessaire]. »